# L'Estaque (Braque, AM 4297 P)
Pour les articles homonymes, voir L'Estaque.

L'Estraque(AM,4297 P)

L'Estaque est un tableau réalisé par Georges Braque en octobre-novembre 1906. Cette huile sur toile fauve représente le port à L'Estaque. Elle est conservée au musée national d'Art moderne, à Paris.